# Skool Luv Affair
Skool Luv Affair é o segundo extended play (EP) do boy group sul-coreano BTS. O projeto de dez faixas foi lançado pela Big Hit Entertainment em 12 de fevereiro de 2014, com "Boy in Luv" servindo como carro-chefe. Dois videoclipes, incluindo uma versão só com coreografia, acompanharam o lançamento do single. Um segundo single, "Just One Day", foi promovido em abril. Quatro videoclipes diferentes foram lançados subsequentemente para promover a canção.
Um edição limitada de relançamento do EP, intitulada Skool Luv Affair Special Addition, foi lançada em 14 de maio de 2014. A versão física do relançamento contém dezoito faixas, incluindo duas canções inéditas: "Miss Right" e "I Like It (Slow Jam Remix)", e seis instrumentais. Depois de seu lançamento inicial esgotar, o relançamento ficou fora de circulação durante seis anos. No entanto, em outubro de 2020, Big Hit disponibilizou o álbum novamente para compra após demanda popular. Skool Luv Affair e foi o 20º álbum mais vendido no Gaon Album Chart na Coreia do Sul em 2014.

## Preparações e Lançamento
Em 2 de fevereiro de 2014, Big Hit Entertainment enviou um trailer de retorno no YouTube em preparações para o próximo álbum do BTS,  Skool Luv Affair  e promoções de retorno. Caracterizou uma disposição colorida das animações que piscam na tela, acompanhado pelo rap do RM. Três dias depois, Big Hit Entertainment lançou a lista de faixas para o próximo álbum do BTS em sua conta oficial do Twitter. Eles também lançaram uma faixa, "Just One Day", para pré-streaming antes do retorno do BTS. Eles lançaram o preview do álbum um dia depois, revelando que "Boy in Luv" seria sua faixa-título. O grupo realizou um showcase de retorno, performando, "Boy in Luv" e "Jump".

## Videoclipes
O vídeo musical de "Boy in Luv (상 남자)" foi lançado em 11 de fevereiro de 2014. Ele apresenta os membros como estudantes, representando várias cenas que mostraram seu interesse em relação ao personagem principal feminino. O vídeo musical de "Just One Day (하루 만)" foi lançado em 6 de abril de 2014, em preparação para as promoções de acompanhamento do grupo. O vídeo da música mostrou um contraste mais claro de "Boy in Luv"; Caracterizou os membros que sentam-se na luz e nas sombras assim como dançando com as cadeiras em um fundo branco.

## Lista de músicas
| N.º            | Título                                                             | Produtor                 | Duração |  |
| 1.             | "Intro: Skool Luv Affair"                                          | Pdogg                    | 2:58    |  |
| 2.             | "상남자" (Sang-namja / Boy In Luv)                                 | Pdogg                    | 3:50    |  |
| 3.             | "Skit: Soulmate"                                                   | Pdogg                    | 1:32    |  |
| 4.             | "어디에서 왔는지" (Eodieseo wassneunji / Where did you come from?) | Layback Sound            | 4:00    |  |
| 5.             | "하루만" (Haruman / Just One Day)                                  | Pdogg                    | 4:00    |  |
| 6.             | "Tomorrow"                                                         | Suga, Slow Rabbit        | 4:22    |  |
| 7.             | "BTS Cypher Pt. 2: Triptych"                                       | Supreme Boi              | 4:48    |  |
| 8.             | "등골브레이커" (Deung-gol beuleikeo / Spine Breaker)               | Pdogg, OWO               | 3:59    |  |
| 9.             | "Jump"                                                             | Suga, Pdogg, Supreme Boi | 3:57    |  |
| 10.            | "Outro: Propose"                                                   | Slow Rabbit              | 2:03    |  |
| Duração total: | Duração total:                                                     | Duração total:           | 35:29   |  |

## Desempenho comercial
O álbum estreou em 3º lugar no Gaon Album Chart da Coréia do Sul, embora tenha subido para o 1º lugar dois meses depois de suas promoções de "Just One Day". O álbum também atingiu o 3º lugar nos charts da Billboard. O álbum relançado estreou na 1º posição no Gaon Album Chart na segunda semana de maio.

## Repackaged
O álbum re-empacotado, Skool Luv Affair Special Addition, foi lançado em 14 de maio. É composto por três discos: um CD e dois DVDs sobre momentos memoráveis do showcase do BTS. Embora consista na mesma lista de faixas, este álbum também inclui 2 novas faixas: "Miss Right" e "I Like It (좋아요) [Slow Jam Remix]". A capa do álbum e os desenhos dos discos são diferentes dos originais.
 Lista de músicas do Repackaged album
| Special Addition |                                                                    |                         |         |  |
| N.º              | Título                                                             | Produtor                | Duração |  |
| 1.               | "Miss Right"                                                       | Rap Monster SUGA J-Hope | 4:01    |  |
| 2.               | "좋아요 (Slow Jam Remix)" (Joh-ayo / I Like It)                    | Slow Rabbit             | 3:52    |  |
| 3.               | "Intro: Skool Luv Affair"                                          | Pdogg                   | 2:58    |  |
| 4.               | "상남자" (Sang-namja / Boy In Luv)                                 | Pdogg                   | 3:50    |  |
| 5.               | "Skit: Soulmate"                                                   | Pdogg                   | 1:32    |  |
| 6.               | "어디에서 왔는지" (Eodieseo wassneunji / Where did you come from?) | Layback Sound           | 4:00    |  |
| 7.               | "하루만" (Haruman / Just One Day)                                  | Pdogg                   | 3:59    |  |
| 8.               | "Tomorrow"                                                         | SUGA Slow Rabbit        | 4:21    |  |
| 9.               | "BTS Cypher PT.2: Triptych"                                        | Supreme Boi             | 4:48    |  |
| 10.              | "등골브레이커" (Deung-gol beuleikeo / Spine Breaker)               | Pdogg OWO               | 3:58    |  |
| 11.              | "Jump"                                                             | SUGA Pdogg Supreme Boi  | 3:56    |  |
| 12.              | "Outro: Propose"                                                   | Slow Rabbit             | 2:02    |  |
| Duração total:   | Duração total:                                                     | Duração total:          | 43:17   |  |

## Gráficos
| Gráficos (2014)            | Posição |
| -------------------------- | ------- |
| South Korean Albums (Gaon) | 1       |
| US Billboard charts        | 3       |

| Gráfico (2014)             | Posição |
| -------------------------- | ------- |
| South Korean Albums (Gaon) | 1       |

| Gráfico (Abril de 2014)    | Posição |
| -------------------------- | ------- |
| South Korean Albums (Gaon) | 4       |

| Gráfico (Maio de 2014)     | Posição |
| -------------------------- | ------- |
| South Korean Albums (Gaon) | 7       |

### Gráficos anuais
| Álbum                            | Gráfico   | Posição |
| -------------------------------- | --------- | ------- |
| Skool Luv Affair                 | 2014 Gaon | 20      |
| Skool Luv Affair Special Edition | 2014 Gaon | 98      |
| Skool Luv Affair                 | 2015 Gaon | 65      |
| Skool Luv Affair                 | 2016 Gaon | 66      |

## Vendas e Certificações
| Álbum                             | Gráfico | Vendas          |
| --------------------------------- | ------- | --------------- |
| Skool Luv Affair                  | Gaon    | 128,451+ (2016) |
| Skool Luv Affair Special Addition | Gaon    | 15,000+         |

## Histórico da versão
| País        | Data                           | Formato              | Empresa                                  |
| ----------- | ------------------------------ | -------------------- | ---------------------------------------- |
| South Korea | 12 de Fevereiro de 2014        | CD, Digital download | Big Hit Entertainment LOEN Entertainment |
| Worldwide   | 12 de Fevereiro de 2014        | Digital download     | Big Hit Entertainment LOEN Entertainment |
| South Korea | 14 de Maio de 2014 (Repackage) | CD, Digital download | Big Hit Entertainment LOEN Entertainment |